# Ioan Prodan
Ioan Prodan a fost un general român.
În perioada 21 septembrie 1931 - 20 noiembrie 1934, generalul de corp de armată Ioan Prodan a condus Corpul 6 Armată, cantonat la Cluj.
În 1934 Generalul de Divizie Ion Prodan, era comandant al Corpului 2 Armată.
La 17 februarie 1945 este trecut în rezervă prin decret regal